# Marșul lui Iancu
Marșul lui Iancu este un cântec patriotic românesc, apărut în timpul evenimentelor revoluționare din anul 1848.
Cântecul a fost publicat pentru prima oară în forma în care îl cunoaștem azi pe data de 12 decembrie 1849, de către George Barițiu, în propria sa revistă. Varianta denumită Marșul lui Dragoș, de Costache Negruzzi, a fost publicată în anul 1838 și făcea cel mai probabil referire la Dragoș I din Maramureș, descălecător în Moldova. Înlocuind numele lui Dragoș cu al lui Iancu și făcându-se mici modificări ale versurilor, cântecul a intrat încă din anul 1848 în conștiința națională a neamului românesc.
Unii autori au spus că melodia marșului ar fi o pastișă după opera Tancred de Gioachino Rossini. Liviu Leonte în prefața lucrării "Opere", din anul 1974, a infirmat această afirmație. 
Cântecul, devenit aproape imn național" al românilor din Transilvania, a fost pus pe melodie de către Nicolae Begnescu, tribun în Legiunea Auraria Gemina, condusă de însuși Avram Iancu.

## Legături externe
- Marșul lui Iancu[nefuncțională]
 Enciclopedia României
- www.taramotilor.ro Arhivat în 10 august 2018, la Wayback Machine.